# الوحدة 555
الوحدة 555، المعروفة أيضاً باسم غربان السماء، هي وحدة الحرب الإلكترونية المحمولة جواً في القوات الجوية الإسرائيلية. تأسست في 1969 في قاعدة اللد الجوية. لكن يقع مقرها الرئيسي حالياً في قاعدة تل نوف الجوية. وهي واحدة من أهم وحدات النخبة في القوات الجوية الإسرائيلية.

## تاريخها
تأسست الوحدة في 1969 أثناء حرب الاستنزاف لمواجهة تعاظم قوة أنظمة الدفاع الجوي المصري على طول قناة السويس. كانت الوحدة قوة مشتركة تعمل على تشغيل المعدات الجوية والبرية.
تحطمت مروحية سي إتش-53 سي ستاليون معدلة للحرب الإلكترونية في البحر الأبيض المتوسط، بالقرب من العريش في 8 يوليو 1971. قُتل جميع أفراد الطاقم العشرة بمن فيهم ستة أفراد من الوحدة في الحادث.
أُسقطت طائرة حرب إلكترونية من طراز بوينغ 377 ستراتوكروزر شرق قناة السويس بواسطة صاروخين أرض-جو مصريين من طراز سام-2 في 17 سبتمبر 1971. قُتل سبعة أفراد من الطاقم بمن فيهم اثنان من أفراد الوحدة في الحادث.
شغلت الوحدة أيضاً إصدارات معدلة من طائرة دوغلاس دي سي-3 بمعدات حرب إلكترونية واستطلاع متخصصة في حرب أكتوبر. خلال الحرب، أُسقطت مروحية سي إتش-53 سي ستاليون معدلة للحرب الإلكترونية مما أسفر عن مقتل سبعة من أفراد الطاقم بما في ذلك أربعة من أفراد الوحدة.
اصطدمت مروحيتا سي إتش-53 سي ستاليون معدلتان للحرب الإلكترونية أثناء هبوطهما في مطار روش بينا في 19 أبريل 1974. لقي عشرة من أفراد الطاقم بما في ذلك خمسة من أفراد الوحدة حتفهم في الحادث.
عملت الوحدة في حرب لبنان الأولى تحت قيادة المقدم رامي لوز.
من المعروف أن الوحدة استخدمت طائرات سرب نحشون بعد تعديلها خصيصاً لمهام الحرب الإلكترونية.
تمركزت الوحدة في البداية في قاعدة اللد الجوية ولكنها انتقلت إلى قاعدة تل نوف الجوية بعد إغلاق قاعدة اللد الجوية.
تعمل الوحدة حالياً كفريق دعم جوي وتشغل مجموعة متنوعة من الطائرات من أسراب مختلفة من القوات الجوية الإسرائيلية بعد تعديلها للحرب الإلكترونية. تشمل الطائرات المستخدمة في العموم طائرات لوكهيد سي-130 هيركوليز ومروحيات سيكورسكي سي إتش-53 سي ستاليون.
تعد هذه الوحدة واحدة من أكثر الوحدات الإسرائيلية سرية حيث لا يُكشف سوى القليل من المعلومات حول عملياتها.

## اللقب والشعار
تُلقب الوحدة بـ«الغراب السماوي» حيث تم استخدام اللقب لأول مرة من قبل الحلفاء في الحرب العالمية الثانية.
شعار الوحدة هو «الجليل مخفي عن الأنظار» وهو شعار مأخوذ من رواية الأمير الصغير.

## المعدات

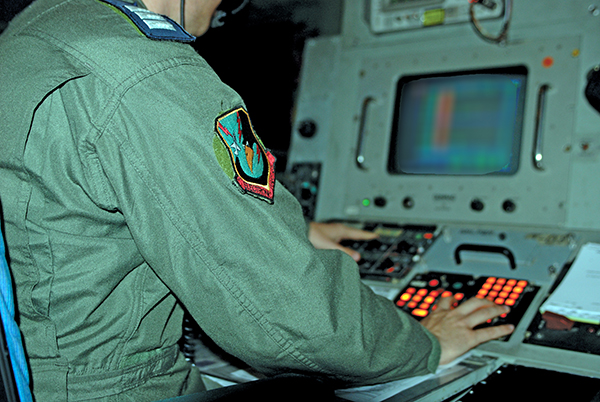
فرد من الوحدة إلى جانب المعدات

تعد معدات الوحدة سرية للغاية ولكن من المعروف أنها من تطوير صناعة الدفاع في إسرائيل.

## دورها
تتمثل المهمة الرئيسية للوحدة في تشغيل أنظمة الحرب الإلكترونية المحمولة جواً لمساعدة الطائرات الإسرائيلية على التملص من أنظمة الدفاع الجوي المعادية وكذلك تدمير أنظمة الدفاع الجوي المعارضة من أجل تحقيق التفوق الجوي.

## وصلات خارجية
- Shlomo Aloni, "555 ינשופי שמיים", Air Force Association, 2013
- Meir Halevi Gover, אירועים-מכוננים בחיל-האוויר 1948-2021, p. 344, 2022, on the Academia.edu
- https://www.iaf.org.il/8411-44793-he/IAF.aspx
- https://www.iaf.org.il/7186-41611-he/IAF.aspx
- https://www.iaf.org.il/4343-28857-he/IAF.aspx
- https://www.iaf.org.il/1740-26221-he/IAF.aspx
- https://www.iaf.org.il/4446-46439-he/IAF.aspx
- https://www.iaf.org.il/4422-45198-he/IAF.aspx
- Sky Crows, טייסת ל"א בבסיס תל נוף